# Rik Torfs

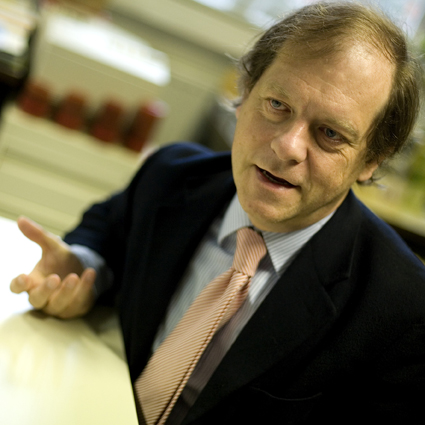
Rik Torfs (2007)

Henri Maria Dymphna André Laurent „Rik“ Torfs (* 16. Oktober 1956 in Turnhout) ist ein belgischer Kirchenrechtler und Hochschullehrer an der Katholieke Universiteit Leuven. Von 2013 bis 2017 war er zudem deren Rektor.

## Leben

### Akademische Karriere
Torfs studierte Rechtswissenschaften an der KU Löwen und der Universität Straßburg. Nach Abschlüssen im allgemeinen Recht und Kirchenrecht promovierte Torfs 1987. Anschließend arbeitete er zunächst als wissenschaftlicher Assistent in Löwen, bevor er für ein Jahr als Gastdozent an die Universität Utrecht ging. 1988 kehrte er nach Löwen zurück und arbeitete dort als Assistenzprofessor. Seit 1996 hat er einen ordentlichen Lehrstuhl an der Fakultät für Kirchenrecht der KU Löwen inne. Von 1994 bis 2003 und von 2009 bis 2013 war er Dekan dieser Fakultät. Außerdem ist er ständiger Gastprofessor an den Universitäten Straßburg, Stellenbosch und Nijmegen. 2013 wurde er zum Rektor der KU Löwen gewählt. Bereits 2005 hatte er sich für dieses Amt beworben, verlor aber gegen Marc Vervenne. Ab dem 1. August 2017 wurde Luc Sels Rektor der KU Leuven. Er war am 9. Mai 2017 als Nachfolger von Torfs gewählt worden, als er sich mit 1088 Stimmen gegen den Kirchenrechtler durchsetzte, der 1040 Stimmen auf sich vereinigen konnte. Seit 2015 ist er ordentliches Mitglied der Academia Europaea.

### Politik
2010 bot die flämische Partei CD&V Torfs ihren zweiten Platz auf der Kandidatenliste als Senator im belgischen Senat an. Dieses Angebot nahm Torfs an. Somit zog er bei den Wahlen 2010 in den belgischen Senat ein, den er aber bereits 2013 wieder verließ, um Rektor der KU Löwen zu werden.

## Veröffentlichungen (Auswahl)
- De vrouw en het kerkelijk ambt. Analyse in functie van de mensenrechten in Kerk en Staat. Acco, Leuven 1985, ISBN 90-334-1019-2.
- Het canonieke huwelijksbegrip. Universitätsverlag, Leuven 1987 (Dissertation).
- Voor het zinken de kerk uit. van Hawelyck, Leuven 2004, ISBN 978-90-5617-566-5.
- Het hellend vlak. van Hawelyck, Leuven 2008, ISBN 978-90-5617-866-6.
- De vrijheid om te twijfelen. van Hawelyck, Leuven 2015, ISBN 978-94-6131-428-4.